# Asiatiska mästerskapet i fotboll för damer 2010
Asiatiska mästerskapet i fotboll för damer spelades 19–30 maj 2010 vid Chengdu Sports Center i Kina. Vinnaren Australien, tvåan Nordkorea och trean Japan kvalificerade sig via mästerskapet till fotbolls-VM 2011 i Tyskland.

## Kvalificerade lag
- Australien (direktkvalificerad)
- Myanmar
- Japan (direktkvalificerad)
- Kina (värdnation, direktkvalificerad)
- Nordkorea (direktkvalificerad)
- Sydkorea (direktkvalificerad)
- Thailand
- Vietnam

## Gruppspel

### Grupp A
| Nr | Lag       | S | V | O | F | GM | IM | MS  | P |
| -- | --------- | - | - | - | - | -- | -- | --- | - |
| 1  | Japan     | 3 | 3 | 0 | 0 | 14 | 1  | +13 | 9 |
| 2  | Nordkorea | 3 | 2 | 0 | 1 | 6  | 2  | +4  | 6 |
| 3  | Thailand  | 3 | 1 | 0 | 2 | 2  | 7  | −5  | 3 |
| 4  | Myanmar   | 3 | 0 | 0 | 3 | 0  | 12 | −12 | 0 |

|             | 20 maj 2010 | Nordkorea                                     | 3 – 0           | Thailand | Chengdu Sports Center                              |                                                    |
| 16:00 UTC+8 | 16:00 UTC+8 | Jon Myong-hwa 1′ Kim Yong-ae 2′ Jo Yun-mi 73′ | (1 – 0) Rapport |          | Chengdu Publik: 260 Domare: Bentla D'Coth (Indien) | Chengdu Publik: 260 Domare: Bentla D'Coth (Indien) |
| 16:00 UTC+8 | 16:00 UTC+8 |                                               |                 |          | Chengdu Publik: 260 Domare: Bentla D'Coth (Indien) | Chengdu Publik: 260 Domare: Bentla D'Coth (Indien) |
| 16:00 UTC+8 | 16:00 UTC+8 |                                               |                 |          | Chengdu Publik: 260 Domare: Bentla D'Coth (Indien) | Chengdu Publik: 260 Domare: Bentla D'Coth (Indien) |

|             | 20 maj 2010 | Japan | 8 – 0           | Myanmar | Chengdu Sports Center                              |                                                    |
| 19:30 UTC+8 | 19:30 UTC+8 | Azusa Iwashimizu 4′ Homare Sawa 10′, 71′ Mami Yamaguchi 28′ (str.), 60′ Aya Sameshima 50′ Aya Miyama 54′ Megumi Kamionobe 85′ | (3 – 0) Rapport |         | Chengdu Publik: 360 Domare: Hong Eun-ah (Sydkorea) | Chengdu Publik: 360 Domare: Hong Eun-ah (Sydkorea) |
| 19:30 UTC+8 | 19:30 UTC+8 | |                 |         | Chengdu Publik: 360 Domare: Hong Eun-ah (Sydkorea) | Chengdu Publik: 360 Domare: Hong Eun-ah (Sydkorea) |
| 19:30 UTC+8 | 19:30 UTC+8 | |                 |         | Chengdu Publik: 360 Domare: Hong Eun-ah (Sydkorea) | Chengdu Publik: 360 Domare: Hong Eun-ah (Sydkorea) |

|             | 22 maj 2010 | Thailand | 0 – 4           | Japan                                                                | Chengdu Sports Center                              |                                                    |
| 16:00 UTC+8 | 16:00 UTC+8 |          | (0 – 3) Rapport | 28′ Megumi Takase 42′ Manami Nakano 45+3′ Rumi Utsugi 55′ Kozue Ando | Chengdu Publik: 550 Domare: Bentla D'Coth (Indien) | Chengdu Publik: 550 Domare: Bentla D'Coth (Indien) |
| 16:00 UTC+8 | 16:00 UTC+8 |          |                 |                                                                      | Chengdu Publik: 550 Domare: Bentla D'Coth (Indien) | Chengdu Publik: 550 Domare: Bentla D'Coth (Indien) |
| 16:00 UTC+8 | 16:00 UTC+8 |          |                 |                                                                      | Chengdu Publik: 550 Domare: Bentla D'Coth (Indien) | Chengdu Publik: 550 Domare: Bentla D'Coth (Indien) |

|             | 22 maj 2010 | Myanmar | 0 – 2           | Nordkorea                     | Chengdu Sports Center                       |                                             |
| 19:30 UTC+8 | 19:30 UTC+8 |         | (0 – 1) Rapport | 17′ Yun Song-mi 84′ Jo Yun-mi | Chengdu Publik: 360 Domare: Wang Jia (Kina) | Chengdu Publik: 360 Domare: Wang Jia (Kina) |
| 19:30 UTC+8 | 19:30 UTC+8 |         |                 |                               | Chengdu Publik: 360 Domare: Wang Jia (Kina) | Chengdu Publik: 360 Domare: Wang Jia (Kina) |
| 19:30 UTC+8 | 19:30 UTC+8 |         |                 |                               | Chengdu Publik: 360 Domare: Wang Jia (Kina) | Chengdu Publik: 360 Domare: Wang Jia (Kina) |

|             | 24 maj 2010 | Nordkorea     | 1 – 2           | Japan                                  | Chengdu Sports Center                              |                                                    |
| 16:00 UTC+8 | 16:00 UTC+8 | Ra Un-sim 70′ | (0 – 2) Rapport | 4′ (str.) Kozue Ando 14′ Yuki Nagasoto | Chengdu Publik: 400 Domare: Hong Eun-ah (Sydkorea) | Chengdu Publik: 400 Domare: Hong Eun-ah (Sydkorea) |
| 16:00 UTC+8 | 16:00 UTC+8 |               |                 |                                        | Chengdu Publik: 400 Domare: Hong Eun-ah (Sydkorea) | Chengdu Publik: 400 Domare: Hong Eun-ah (Sydkorea) |
| 16:00 UTC+8 | 16:00 UTC+8 |               |                 |                                        | Chengdu Publik: 400 Domare: Hong Eun-ah (Sydkorea) | Chengdu Publik: 400 Domare: Hong Eun-ah (Sydkorea) |

|             | 24 maj 2010 | Myanmar | 0 – 2           | Thailand | Shuangliu Sports Center                     |                                             |
| 16:00 UTC+8 | 16:00 UTC+8 |         | (0 – 1) Rapport |          | Chengdu Publik: 180 Domare: Wang Jia (Kina) | Chengdu Publik: 180 Domare: Wang Jia (Kina) |
| 16:00 UTC+8 | 16:00 UTC+8 |         |                 |          | Chengdu Publik: 180 Domare: Wang Jia (Kina) | Chengdu Publik: 180 Domare: Wang Jia (Kina) |
| 16:00 UTC+8 | 16:00 UTC+8 |         |                 |          | Chengdu Publik: 180 Domare: Wang Jia (Kina) | Chengdu Publik: 180 Domare: Wang Jia (Kina) |

### Grupp B
| Nr | Lag        | S | V | O | F | GM | IM | MS  | P |
| -- | ---------- | - | - | - | - | -- | -- | --- | - |
| 1  | Kina       | 3 | 2 | 1 | 0 | 6  | 0  | +6  | 7 |
| 2  | Australien | 3 | 2 | 0 | 1 | 5  | 2  | +3  | 6 |
| 3  | Sydkorea   | 3 | 1 | 1 | 1 | 6  | 3  | +3  | 4 |
| 4  | Vietnam    | 3 | 0 | 0 | 3 | 0  | 12 | −12 | 0 |

|             | 19 maj 2010 | Australien                                 | 2 – 0           | Vietnam | Chengdu Sports Centre                                 |                                                       |
| 15:00 UTC+8 | 15:00 UTC+8 | Leena Khamis 29′ Kylie Ledbrook 51′ (str.) | (1 – 0) Rapport |         | Chengdu Publik: 1 000 Domare: Ri Hyang-ok (Nordkorea) | Chengdu Publik: 1 000 Domare: Ri Hyang-ok (Nordkorea) |
| 15:00 UTC+8 | 15:00 UTC+8 |                                            |                 |         | Chengdu Publik: 1 000 Domare: Ri Hyang-ok (Nordkorea) | Chengdu Publik: 1 000 Domare: Ri Hyang-ok (Nordkorea) |
| 15:00 UTC+8 | 15:00 UTC+8 |                                            |                 |         | Chengdu Publik: 1 000 Domare: Ri Hyang-ok (Nordkorea) | Chengdu Publik: 1 000 Domare: Ri Hyang-ok (Nordkorea) |

|             | 19 maj 2010 | Kina | 0 – 0   | Sydkorea | Chengdu Sports Centre                                       |                                                             |
| 19:30 UTC+8 | 19:30 UTC+8 |      | Rapport |          | Chengdu Publik: 15 000 Domare: Pannipar Kamnueng (Thailand) | Chengdu Publik: 15 000 Domare: Pannipar Kamnueng (Thailand) |
| 19:30 UTC+8 | 19:30 UTC+8 |      |         |          | Chengdu Publik: 15 000 Domare: Pannipar Kamnueng (Thailand) | Chengdu Publik: 15 000 Domare: Pannipar Kamnueng (Thailand) |
| 19:30 UTC+8 | 19:30 UTC+8 |      |         |          | Chengdu Publik: 15 000 Domare: Pannipar Kamnueng (Thailand) | Chengdu Publik: 15 000 Domare: Pannipar Kamnueng (Thailand) |

|             | 21 maj 2010 | Sydkorea        | 1 – 3           | Australien                                          | Chengdu Sports Centre                                 |                                                       |
| 15:00 UTC+8 | 15:00 UTC+8 | Kang Sun-mi 71′ | (0 – 0) Rapport | 52′ Kim Carroll 59′ Lisa De Vanna 66′ Samantha Kerr | Chengdu Publik: 600 Domare: Sachiko Yamagishi (Japan) | Chengdu Publik: 600 Domare: Sachiko Yamagishi (Japan) |
| 15:00 UTC+8 | 15:00 UTC+8 |                 |                 |                                                     | Chengdu Publik: 600 Domare: Sachiko Yamagishi (Japan) | Chengdu Publik: 600 Domare: Sachiko Yamagishi (Japan) |
| 15:00 UTC+8 | 15:00 UTC+8 |                 |                 |                                                     | Chengdu Publik: 600 Domare: Sachiko Yamagishi (Japan) | Chengdu Publik: 600 Domare: Sachiko Yamagishi (Japan) |

|             | 21 maj 2010 | Vietnam | 0 – 5           | Kina                                                                      | Chengdu Sports Centre                                   |                                                         |
| 19:30 UTC+8 | 19:30 UTC+8 |         | (0 – 4) Rapport | 8′ Li Danyang 12′ Yuan Fan 37′ Zhang Rui 45+1′ (str.) Bi Yan 51′ Han Duan | Chengdu Publik: 8 500 Domare: Semaksuk Praew (Thailand) | Chengdu Publik: 8 500 Domare: Semaksuk Praew (Thailand) |
| 19:30 UTC+8 | 19:30 UTC+8 |         |                 |                                                                           | Chengdu Publik: 8 500 Domare: Semaksuk Praew (Thailand) | Chengdu Publik: 8 500 Domare: Semaksuk Praew (Thailand) |
| 19:30 UTC+8 | 19:30 UTC+8 |         |                 |                                                                           | Chengdu Publik: 8 500 Domare: Semaksuk Praew (Thailand) | Chengdu Publik: 8 500 Domare: Semaksuk Praew (Thailand) |

|             | 23 maj 2010 | Kina         | 1 – 0           | Australien | Chengdu Sports Centre                                    |                                                          |
| 16:00 UTC+8 | 16:00 UTC+8 | Zhang Rui 9′ | (1 – 0) Rapport |            | Chengdu Publik: 11 000 Domare: Sachiko Yamagishi (Japan) | Chengdu Publik: 11 000 Domare: Sachiko Yamagishi (Japan) |
| 16:00 UTC+8 | 16:00 UTC+8 |              |                 |            | Chengdu Publik: 11 000 Domare: Sachiko Yamagishi (Japan) | Chengdu Publik: 11 000 Domare: Sachiko Yamagishi (Japan) |
| 16:00 UTC+8 | 16:00 UTC+8 |              |                 |            | Chengdu Publik: 11 000 Domare: Sachiko Yamagishi (Japan) | Chengdu Publik: 11 000 Domare: Sachiko Yamagishi (Japan) |

|             | 23 maj 2010 | Vietnam | 0 – 5           | Sydkorea                                                  | Shuangliu Sports Center                               |                                                       |
| 16:00 UTC+8 | 16:00 UTC+8 |         | (0 – 4) Rapport | 20′, 21′, 66′ Yoo Young-a 28′ Cha Yun-hee 36′ Jung Hye-in | Chengdu Publik: 1 000 Domare: Ri Hyang-ok (Nordkorea) | Chengdu Publik: 1 000 Domare: Ri Hyang-ok (Nordkorea) |
| 16:00 UTC+8 | 16:00 UTC+8 |         |                 |                                                           | Chengdu Publik: 1 000 Domare: Ri Hyang-ok (Nordkorea) | Chengdu Publik: 1 000 Domare: Ri Hyang-ok (Nordkorea) |
| 16:00 UTC+8 | 16:00 UTC+8 |         |                 |                                                           | Chengdu Publik: 1 000 Domare: Ri Hyang-ok (Nordkorea) | Chengdu Publik: 1 000 Domare: Ri Hyang-ok (Nordkorea) |

## Slutspel

### Slutspelsträd
|  | Semifinaler      | Semifinaler |       |       | Final             | Final |  |
|  |                  |             |       |       |                   |       |  |
|  |                  |             |       |       |                   |       |  |
|  | Japan            | 0           |       |       |                   |       |  |
|  | Australien       | 1           |       |       |                   |       |  |
|  |                  |             |       |       |                   |       |  |
|  |                  |             |       |       |                   |       |  |
|  |                  |             |       |       | Australien (str.) | 1 (5) |  |
|  |                  | Nordkorea   | 1 (4) |       |                   |       |  |
|  |                  |             |       |       |                   |       |  |
|  |                  |             |       |       |                   |       |  |
|  |                  |             |       |       | Bronsmatch        |       |  |
|  |                  |             |       |       |                   |       |  |
|  | Kina             | 0           |       | Japan | 2                 |       |  |
|  | Nordkorea (e.f.) | 1           |       |       | Kina              | 0     |  |

### Semifinaler
|             | 27 maj 2010 | Japan | 0 – 1           | Australien      | Chengdu Sports Center                                      |                                                            |
| 16:00 UTC+8 | 16:00 UTC+8 |       | (0 – 1) Rapport | 45+1′ Kate Gill | Chengdu Publik: 1 200 Domare: Pannipar Kamnueng (Thailand) | Chengdu Publik: 1 200 Domare: Pannipar Kamnueng (Thailand) |
| 16:00 UTC+8 | 16:00 UTC+8 |       |                 |                 | Chengdu Publik: 1 200 Domare: Pannipar Kamnueng (Thailand) | Chengdu Publik: 1 200 Domare: Pannipar Kamnueng (Thailand) |
| 16:00 UTC+8 | 16:00 UTC+8 |       |                 |                 | Chengdu Publik: 1 200 Domare: Pannipar Kamnueng (Thailand) | Chengdu Publik: 1 200 Domare: Pannipar Kamnueng (Thailand) |

|             | 27 maj 2010 | Kina | 0000 0 – 1 (e.fl.) | Nordkorea          | Chengdu Sports Center                                    |                                                          |
| 19:30 UTC+8 | 19:30 UTC+8 |      | (0 – 0) Rapport    | 109′ Kim Kyong-hwa | Chengdu Publik: 12 500 Domare: Semaksuk Praew (Thailand) | Chengdu Publik: 12 500 Domare: Semaksuk Praew (Thailand) |
| 19:30 UTC+8 | 19:30 UTC+8 |      |                    |                    | Chengdu Publik: 12 500 Domare: Semaksuk Praew (Thailand) | Chengdu Publik: 12 500 Domare: Semaksuk Praew (Thailand) |
| 19:30 UTC+8 | 19:30 UTC+8 |      |                    |                    | Chengdu Publik: 12 500 Domare: Semaksuk Praew (Thailand) | Chengdu Publik: 12 500 Domare: Semaksuk Praew (Thailand) |

### Bronsmatch
|             | 30 maj 2010 | Japan                          | 2 – 0           | Kina | Chengdu Sports Center                                |                                                      |
| 16:00 UTC+8 | 16:00 UTC+8 | Kozue Ando 18′ Homare Sawa 62′ | (1 – 0) Rapport |      | Chengdu Publik: 5 800 Domare: Hong Eun-ah (Sydkorea) | Chengdu Publik: 5 800 Domare: Hong Eun-ah (Sydkorea) |
| 16:00 UTC+8 | 16:00 UTC+8 |                                |                 |      | Chengdu Publik: 5 800 Domare: Hong Eun-ah (Sydkorea) | Chengdu Publik: 5 800 Domare: Hong Eun-ah (Sydkorea) |
| 16:00 UTC+8 | 16:00 UTC+8 |                                |                 |      | Chengdu Publik: 5 800 Domare: Hong Eun-ah (Sydkorea) | Chengdu Publik: 5 800 Domare: Hong Eun-ah (Sydkorea) |

### Final
|             | 30 maj 2020 | Australien                                                         | 0000 1 – 1 (e.fl.)         | Nordkorea                                                   | Chengdu Sports Center                                   |                                                         |
| 19:30 UTC+8 | 19:30 UTC+8 | Samantha Kerr 19′                                                  | (1 – 0) Rapport            | 73′ Jo Yun-mi                                               | Chengdu Publik: 1 200 Domare: Sachiko Yamagichi (Japan) | Chengdu Publik: 1 200 Domare: Sachiko Yamagichi (Japan) |
| 19:30 UTC+8 | 19:30 UTC+8 |                                                                    |                            |                                                             | Chengdu Publik: 1 200 Domare: Sachiko Yamagichi (Japan) | Chengdu Publik: 1 200 Domare: Sachiko Yamagichi (Japan) |
| 19:30 UTC+8 | 19:30 UTC+8 | Sally Shipard Kylie Ledbrook Kate Gill Heather Garriock Kyah Simon | Straffsparksläggning 5 – 4 | Jo Yun-mi Yun Song-mi Choe Yong-sim Yu Jong-hui Mun Chol-mi | Chengdu Publik: 1 200 Domare: Sachiko Yamagichi (Japan) | Chengdu Publik: 1 200 Domare: Sachiko Yamagichi (Japan) |

## Skytteligan
3 mål
| - Kozue Ando - Jo Yun-mi | - Homare Sawa | - Yoo Young-a |

2 mål
| - Zhang Rui | - Mami Yamaguchi | - Sam Kerr |

1 mål
| - Kim Carroll - Lisa De Vanna - Kate Gill - Leena Khamis - Kylie Ledbrook - Bi Yan - Han Duan - Li Danyang | - Yuan Fan - Azusa Iwashimizu - Aya Sameshima - Aya Miyama - Megumi Kamionobe - Yuki Nagasato - Manami Nakano - Megumi Takase | - Rumi Utsugi - Cha Yun-hee - Jung Hye-in - Kang Sun-mi - Jon Myong-hwa - Kim Yong-ae - Kim Kyong-hwa - Yun Song-mi |